# Programmations du Pukkelpop des années 2020
Pour des articles plus généraux, voir Pukkelpop et Programmations du Pukkelpop.
Cet article présente les programmations du Pukkelpop des années 2020.

## Années 2020

### 2020 (annulée)
Édition annulée due à la pandémie de Covid-19.
- Dates : 20, 21, 22 et 23 août
- Localisation : Kiewit, Hasselt (Kempische Steenweg)
- Scènes : Main Stage, Marquee, Dance Hall, Boiler Room, Club, Castello, Lift, The Buzz et Booth
- Programmation annoncée : Bon Iver, Major Lazer, Two Door Cinema Club, Skepta, Eric Prydz, Diplo, Dua Lipa, Vampire Weekend, Foals, Soulwax, Pendulum (Trinity), Tchami, Travis Scott, The Weeknd, Bring Me the Horizon, Parov Stelar, Netsky, Nina Kraviz, et plus...

### 2021 (annulée)
Édition annulée due à la pandémie de Covid-19.
- Dates : 19, 20, 21 et 22
- Localisation : Kiewit, Hasselt (Kempische Steenweg)
- Scènes : Main Stage, Marquee, Dance Hall, Boiler Room, Club, Castello, Lift, The Buzz, and Booth
- Programmation annoncée : Stormzy, The Hives, Editors, Liam Gallagher, Anne-Marie, dEUS, Paul Kalkbrenner, Netsky, Nina Kraviz, et plus...

### 2022
- Dates' : 18, 19, 20 et 21 août
- Scènes : Dance Hall, Boiler Room, Club and Booth
- Programmation[1],[2] :

| Dance Hall       | Boiler Room                                 | Club                 | Booth                |
| ---------------- | ------------------------------------------- | -------------------- | -------------------- |
| Lander & Adriaan | Gijs Cox                                    | Willy Organ XL       | Marguillier          |
| DIKKE (nl)       | Hyalyte                                     | High Hi              | Ava Eva              |
| Froukje          | Jewels                                      | Sylvie Kreusch       | Cisco FM             |
| Coely            | Kwijt Trek System                           | Yong Yello           | Kiani & his Legion   |
| Stikstof (nl)    | Kestified                                   | The Sore Losers (en) | De Serre Soundsystem |
| Heideroosjes     | Amber Broos (nl)                            | Chibi Ichigo         | De Serre Soundsystem |
| Heideroosjes     | Eva De Roo & Double D                       | Hindu Radio DJ's     | De Serre Soundsystem |
| Heideroosjes     | Used                                        | Hindu Radio DJ's     | De Serre Soundsystem |
| Heideroosjes     | Omdat Het Kan Soundsystem Feat. Average Bob | Hindu Radio DJ's     | De Serre Soundsystem |
| Heideroosjes     | The Boilerboys                              | Hindu Radio DJ's     | De Serre Soundsystem |

Pien Lefranc
| Main Stage          | Marquee                 | Dance Hall                 | Boiler Room                             | Club                            | Castello          | Backyard         | Lift                      | Booth         | Vall-ey       |
| ------------------- | ----------------------- | -------------------------- | --------------------------------------- | ------------------------------- | ----------------- | ---------------- | ------------------------- | ------------- | ------------- |
| Fleddy Melculy      | VOETVOLK Intro The Open | S10                        | OGENN                                   | Hairbaby                        | Sam De Nef        | Moments          | Mevy                      | KRANKk        | Oï Les Ox     |
| Goldband            | Giant Rooks (en)        | Chuki Beats (nl) & Friends | Klaps                                   | Hollow Coves                    | Pitou             | DoFlame          | Wesley Joseph             | Alfred Anders | Stacks        |
| Selah Sue           | MEROL                   | Kevin and the Animals      | Dana Montana                            | Alex G                          | Lancey Foux       | Wargasm          | Berwyn                    | Bibi Seck     | L. Jacobs     |
| Skepta              | Mahalia                 | Daði Freyr                 | Gabber Eleganza Presents The Hakke Show | The Haunted Youth               | Sega Bodega       | CarolesDaughter  | King Hannah               | Yu Su         | PEGA          |
| Nothing But Thieves | Slowthai                | Ashnikko                   | Hazard                                  | Declan McKenna                  | Yussef Dayes (en) | While She Sleeps | Q                         | Romy          | Victor De Roo |
| Lil Uzi Vert        | Tamino                  | Rüfüs Du Sol               | Sasasas                                 | Jordan Rakei                    | ArrDee            | Ghostemane       | Wu-Lu (en)                | HAAi          | Flapy 2B Aroh |
| Cypress Hill        | James Blake             | Goose                      | Noisia (DJ Set)                         | Kokoroko                        | Channel Tres      | Clawfinger       | Bad Boy Chiller Crew (en) | Nosedrip      | Flapy 2B Aroh |
| Slipknot            | Vitalic                 | Pendulum (live)            | Anfisa Letyago                          | Charlotte Adigéry & Bolis Pupul | Channel Tres      | Clawfinger       | Bad Boy Chiller Crew (en) | Nosedrip      | Flapy 2B Aroh |
| Slipknot            | Vitalic                 | Pendulum (live)            | CamelPhat                               | DJ St. Paul (nl)                | Channel Tres      | Clawfinger       | Bad Boy Chiller Crew (en) | Nosedrip      | Flapy 2B Aroh |
| Slipknot            | Vitalic                 | Pendulum (live)            | Isle Liebens                            | DJ St. Paul (nl)                | Channel Tres      | Clawfinger       | Bad Boy Chiller Crew (en) | Nosedrip      | Flapy 2B Aroh |

De'Wayne, Omar Apollo, Pa Salieu (en), St. Panther, Soulwax, Young Thug
| Main Stage         | Marquee       | Dance Hall            | Boiler Room  | Club                        | Castello              | Backyard                          | Lift                 | Booth                   | Vall-ey          |
| ------------------ | ------------- | --------------------- | ------------ | --------------------------- | --------------------- | --------------------------------- | -------------------- | ----------------------- | ---------------- |
| Bizkit Park        | Go_A          | Cristian D (nl)       | Séa          | Mooneye                     | Miss Angel            | killthelogo                       | Westhinder           | Krankk                  | Justine Grillet  |
| Frenna Deluxe      | Ibe           | Mimi Webb (en)        | Lola Haro    | Al-Qasar                    | Kamal.                | Vukovi                            | The Clockworks       | Louis Vogue             | Ben Bertrand     |
| De Staat           | Gayle         | Tai Verdes (en)       | Cellini      | STAKE                       | Kamo Mphela           | Bob Vylan                         | Indigo De Souza (en) | Fais le beau B2B Vieira | Niels Orens      |
| George Ezra        | Aurora        | Headie One            | I-F          | The Murder Capital          | For Those I Love (en) | Kills Birds                       | Geese                | Elkka                   | Lawrence le Doux |
| The Opposites      | Dave          | PinkPantheressn Pitou | Job Jobse    | Shame                       | Tkay Maidza           | Cleopatrick (en)                  | Mdou Moctar          | KI/KI                   | Vieze Meisje     |
| Sean Paul          | Marc Rebillet | 24kGoldn              | Mall Grab    | Wet Leg                     | Overmono (en) (Live)  | Palaye Royale                     | Yard Act (en)        | SPFDJ                   | Mika Oki         |
| Tame Impala        | Jungle        | Little Simz           | Nina Kraviz  | Ibeyi                       | Kelly Lee Owens       | Clutch                            | Yard Act (en)        | Authentically Plastic   | Mika Oki         |
| Charlotte de Witte | Jungle        | Underworld            | Paula Temple | Viagra Boys                 | 100 Gecs              | Frank Carter and the Rattlesnakes | Yard Act (en)        | Mati Drome              | Mika Oki         |
| Charlotte de Witte | Jungle        | Caribou               | Joyhauser    | Eppo Janssen (nl) & Friends | 100 Gecs              | Frank Carter and the Rattlesnakes | Yard Act (en)        | Mati Drome              | Mika Oki         |

Limp Bizkit (annulé), Arlo Parks, Noah Cyrus, Self Esteem
| Main Stage           | Marquee              | Dance Hall  | Boiler Room        | Club                                         | Castello             | Backyard            | Lift                | Booth                            | Vall-ey              |
| -------------------- | -------------------- | ----------- | ------------------ | -------------------------------------------- | -------------------- | ------------------- | ------------------- | -------------------------------- | -------------------- |
| Milo Meskens (nl)    | Meau                 | Lijpe       | Naethan            | Slow Crush (en)                              | Echt! (cs)           | Girli               | Heisa               | KRANKk                           | Koo                  |
| Sea Girls            | Remi Wolf            | Bru-C (en)  | Axel Haube         | Meskerem Mees                                | Moonchild            | Lalma               | Joey Valence & Brae | Yooth                            | 2 Times Nothing (en) |
| Tom Misch            | Eefje de Visser (en) | Bbno$       | Biesmans (Live)    | Gus Dapperton                                | Emma-Jean Thrackray  | Nova Twins          | NewDad (en)         | Mimi                             | Dushime              |
| Joost                | Sigrid               | Fred Again  | Denis Sulta        | Cavetown                                     | Nu Genea (Live Band) | Chloe Moriondo (en) | Sad Night Dynamite  | O'Flynn                          | Comité Hypnotisé     |
| Bring Me the Horizon | Jack Harlow          | Central Cee | Anna               | Slift                                        | Joy Crookes          | Role Model          | The Lathums (en)    | Kampire & Decay Present Bunu Bop | Ashley Morgan (nl)   |
| Oscar and the Wolf   | Glass Animals        | Boys Noize  | Enrico Sangiuliano | DIIV                                         | Sons of Kemet        | HO99O9              | Dehd                | Eris Drew                        | Madba                |
| Arctic Monkeys       | H.E.R.               | Four Tet    | Kölsch             | Bright Eyes                                  | BadBadNotGood        | HO99O9              | Donny Benét         | Alia                             | Madba                |
| Arctic Monkeys       | H.E.R.               | Four Tet    | Michael Midnight   | Stijn Van de Voorde & Thibault Christiaensen | BadBadNotGood        | HO99O9              | Donny Benét         | Alia                             | Madba                |

Date non-renseignée : Glints, Lander Adriaan, Voetvolk into the Open, Gabriels, Hot Milk, JXDN, King Gizzard & The Lizard Wizard, Lauren Sanderson, Madison Beer, Willow

### 2023
| Vendredi      | Vendredi           | Vendredi        | Samedi                         | Samedi                 | Samedi                | Dimanche          | Dimanche                           | Dimanche          |     |
| ------------- | ------------------ | --------------- | ------------------------------ | ---------------------- | --------------------- | ----------------- | ---------------------------------- | ----------------- | --- |
| Billie Eilish | Yungblud           | Years and Years | Angèle                         | Anne-Marie             | Limp Bizkit           | The Killers       | Florence and the Machine           | Macklemore        |     |
| Amelie Lens   | Bazart             | Boygenius       | 2ManyDJs (Live)                | Ben Böhmer (en) (Live) | Bicep (Live)          | Bonobo            | Dropkick Murphys                   | Foals             |     |
| Froukje       | M83                | Moderat         | Chase and Status (DJ Set)      | Jessie Ware            | Joji                  | Girl in Red       | King Gizzard and the Lizard Wizard | Lil Tjay          |     |
| Altın Gün     | Ascendant Vierge   | Blaan           | Joost                          | Nothing but Thieves    | Rema                  | Loyle Carner      | Reinier Zonneveld (de) (Live)      | Zwangere Guy      |     |
| Bluai         | Bob Vylan          | Brutus          | Steve Lacy                     | Sub Focus              | DJ Set & ID           | Tom Odell         | ADF Family                         | The Amazons       | Anz |
| Dirk.         | DJ Heartstring     | Dorian Electra  | Turnstile                      | Alice Longyu Gao (en)  | Amyl and the Sniffers | Bakar             | Beartooth                          | Charlie Sparks    |     |
| Ethel Cain    | Ezra Collective    | Farrago         | Aquarian                       | Bombay Bicycle Club    | Bou                   | Cordae            | Deki Alem                          | Destroy Boys (en) |     |
| Hannah Grae   | Identified Patient | Nessa Barrett   | Compact Disk Dummies (en)      | Deijuvhs               | Dry Cleaning          | Dylan             | Flowerovlove                       | Giant Rooks       |     |
| Piri          | Rolo Tomassi       | Sor             | Fousheé (en)                   | Gotu Jim               | Gryffin               | Kennyhoopla (en)  | Kids With uns                      | Knocked Loose     |     |
| The Aces      | TV Girl            | You Me at Six   | High Vis (en)                  | Joe Unknown            | Julie                 | Mickael Karkousse | Mother Mother                      | Obongjayar        |     |
| Zulu          | Zulu               | Zulu            | Kanine                         | Luude                  | Meet Me @ The Altar   | Oliver Malcolm    | Partiboi69 (de)                    | Pegassi           |     |
| Zulu          | Zulu               | Zulu            | Muna                           | Nabihah Iqbal          | Nia Archives (en)     | Scowl             | Teki Latex                         | VTSS              |     |
| Zulu          | Zulu               | Zulu            | Osees                          | Skin on Skin           | Stick to Your Guns    | Xink              | Yung Singh                         | Yung Singh        |     |
| Zulu          | Zulu               | Zulu            | "]["VV55{O})) SSS}} {{EE\\_\\_ |                        |                       | Xink              | Yung Singh                         | Yung Singh        |     |

### 2024
L'édition 2024 est prévue du 15 au 18 août.
| Vendredi       | Vendredi       | Vendredi      | Vendredi           | Vendredi         | Vendredi        | Vendredi   | Vendredi |
| Main Stage     | Marquee        | Dance Hall    | Boiler             | Club             | Backyard        | Lift       | Booth    |
| -------------- | -------------- | ------------- | ------------------ | ---------------- | --------------- | ---------- | -------- |
| Fred Again..   | Jorja Smith    | Folamour      | Sam Smith (DJ Set) | The Kills        | Mannequin Pussy | Mette      | Kettama  |
| Stormzy        | Soulwax        | J Hus         | Dimension          | Romy             | Bad Nerves      | Blondshell |          |
| Inhaler        | Denzel Curry   | Tom Grennan   | Hedex              | The Sacred Souls | Joy Anonymous   |            |          |
| Fontaines D.C. | Sylvie Kreusch | Maisie Peters |                    |                  |                 |            |          |

| Samedi             | Samedi     | Samedi           | Samedi     | Samedi       | Samedi            | Samedi             | Samedi                        |
| Main Stage         | Marquee    | Dance Hall       | Boiler     | Club         | Backyard          | Lift               | Booth                         |
| ------------------ | ---------- | ---------------- | ---------- | ------------ | ----------------- | ------------------ | ----------------------------- |
| Charlotte de Witte | Skrillex   | Killer Mike      | Boys Noize | Mount Kimbie | Enter Shikari     | Nation of Language | Hudson Mohawke B2B Nikki Nair |
| Sam Smith          | Raye       | Barry Can't Swim | Solomun    | Baby Queen   | Dead Poet Society | Yīnyīn             | Malugi                        |
| Goldband           | Amenra     | S10              |            | Ada Oda      |                   | Sextile            |                               |
| Flogging Molly     | Miles Kane | Confidence Man   |            |              |                   | Model/Actriz       |                               |
| The Vaccines       |            |                  |            |              |                   |                    |                               |

| Dimanche                | Dimanche          | Dimanche     | Dimanche         | Dimanche         | Dimanche            | Dimanche | Dimanche |
| Main Stage              | Marquee           | Dance Hall   | Boiler           | Club             | Backyard            | Lift     | Booth    |
| ----------------------- | ----------------- | ------------ | ---------------- | ---------------- | ------------------- | -------- | -------- |
| Queens of the Stone Age | The Smile         | Overmono     | Indira Paganotto | Crystal Fighters | Motionless in White | Fatdog   | Salute   |
| The Offspring           | Rise Against      | Sugarbabes   | Patrick Mason    | Yussef Dayes     | Lionheart           | Chalk    |          |
| Merol                   | The Haunted Youth | Jessie Murph | Anetha           | Sampa The Great  |                     |          |          |
| Pommelien Thijs         | Meau              |              |                  | Isaac Roux       |                     |          |          |
|                         | Ramkot            |              |                  |                  |                     |          |          |